# Aeroportul Cowra
Aeroportul Cowra (IATA: CWT, ICAO: YCWR) este un aeroport din Cowra⁠(d), Cowra Shire⁠(d), Noul Wales de Sud, Australia. A fost numit după Cowra⁠(d).
Situat la o altitudine de 295 m, aeroportul dispune de o singură pistă. Este operat de Cowra Shire⁠(d).